# 漢諾威的弗蕾德里克公主
漢諾威的弗蕾德里克（德語：Friederike von Hannover，1848年1月9日—1926年10月16日），漢諾威末代國王格奧爾格五世的長女。
1880年，弗蕾德里克與阿爾方斯·馮·帕維爾-拉明根男爵結婚。兩人有一個名為維多利亞的女兒，但出生後不到一個月即夭折。